# Dexterity Island
Dexterity Island är en ö i Kanada.   Den ligger i territoriet Nunavut, i den nordöstra delen av landet, 2 900 km norr om huvudstaden Ottawa. Arean är 136 kvadratkilometer.
Terrängen på Dexterity Island är kuperad. Öns högsta punkt är 883 meter över havet. Den sträcker sig 14,4 kilometer i nord-sydlig riktning, och 12,7 kilometer i öst-västlig riktning.
Trakten runt Dexterity Island består i huvudsak av gräsmarker. Trakten runt Dexterity Island är nära nog obefolkad, med mindre än två invånare per kvadratkilometer.